# Bosnien och Hercegovina
För andra betydelser, se Bosnien och Hercegovina (olika betydelser).
Bosnien och Hercegovina (uttalas [hersegovi':na]; serbiska/bosniska/kroatiskaː Bosna i Hercegovina/ Босна и Херцеговина) eller Bosnien-Hercegovina, vanligtvis enbart Bosnien, är en stat i Sydeuropa på Balkanhalvön som gränsar till Kroatien, Serbien och Montenegro. Landet har lite mer än 3,8 miljoner invånare och dess huvudstad är Sarajevo. Landet befolkas i huvudsak av tre konstitutionella folkgrupper: bosniaker, serber och kroater (enl. Daytonavtalet).
Den första bosniska statsbildningen kom till i slutet av 1100-talet under banen Kulin Ban (1180–1204) och varade fram till 1463, då osmanerna erövrade större delen av det medeltida bosniska kungariket och gjorde det till en provins i sitt imperium. 1878 ockuperade Österrike-Ungern provinsen och annekterade den 30 år senare. Efter första världskriget hamnade landet i kungariket Jugoslavien och efter andra världskriget i Socialistiska federativa republiken Jugoslavien. Bosnien och Hercegovina förklarade sig självständigt från Jugoslavien 1992, men efter Bosnienkriget som följde på självständighetsförklaringen är landet sedan fredsavtalet i Dayton 1995 uppdelat i två administrativa entiteter och ett distrikt: Federationen Bosnien och Hercegovina, Serbiska republiken och Brčko-distriktet.
Enligt folkräkningen från 2013 var 50,11 % bosniaker, 35,0 % serber, 14,4 % kroater och 0,6 % övriga. Federationen BiH befolkas av cirka 71 % bosniaker, 23 % kroater och cirka 6 % serber, den andra entiteten Serbiska republiken befolkas av 89 % serber, 7% bosniaker och 2 % kroater och Brčko-distriktet av 42 % serber, 38 % bosniaker och 20 % kroater.
Landet är ett kandidatland till Europeiska unionen (EU) sedan 2022, och fick i april 2010 en så kallad MAP (Membership Action Plan) av Nato, som är det sista steget före fullvärdigt medlemskap i försvarsalliansen.

## Historia

### Antiken
Under antiken var nuvarande Bosnien och Hercegovina en del av Illyrien. Sydslaviska folkstammar flyttade in i området från norr under folkvandringstiden på 600-talet. De sydslaviska folkstammarna som flyttade in i området assimilerade de tidigare befolkningarna, främst illyrer men även romare, goter, kelter, hunner, alaner, avarer och gepider. Bosnien omnämns för första gången i skrifter från 800-talet. En teori är att namnet Bosnien kommer från det illyriska ordet bosona som betyder ’rinnande vatten’, av floden Bosna som rinner i centrala Bosnien.

### Medeltid
Enligt vissa historiker har bosniakerna varit ett enskilt folk åtminstone sedan 900-talet. Dock har språket som människor talat i södra, östra och mellersta Bosnien och Hercegovina sedan cirka 900-talet fram till osmanernas erövring av Bosnien och Hercegovina under denna period kallats för gammal bosniska, T.ex. så skrev den bosniske kungen Tvrtko fyra kopior av ett dokument. Två på, som han skriver på gammal bosniska som på den tiden skrevs på en gammal kyrilliska, ser (Bosniens språk) och två på latin, dåtidens lingua franca.
Perioden mellan 600- och 900-talen bevittnade både externa migrationer och räder av slaver och avarer, samt en intern politisk och kulturell omorganisation av den tidigare romerska provinsen Dalmatien. Det är inte förrän på 800-talet som frankiska och bysantinska källor börjar nämna de tidiga slaviska statsbildningarna i västra Illyricum.
På 600-talet skapade slaverna längs floden Bosna det första oberoende kungadömet Sklavinia, (grekiska: Σκλαβινίαι, latin: Sclaviniae), som styrdes av lokala hövdingar, kallade županer. Egentligen var Sklavinierna, ett samlingsbegrepp för de sydslaviska bosättningarna som ursprungligen var oberoende och självständiga från bysantinskt styre, men som kom att tidvis fungera som vasallstater till Avarkhaganatet. Dessa små slaviska kungadömen kom att ge upphov till ett flertal statsbildningar, bland annat Bosnien, vars namn troligtvis är av illyriskt eller romerskt ursprung.
En andra våg av slavisk folkvandring från norr kom efter framställan från den bysantinske kejsaren Herakleios i syfte att driva ut avarerna från Dalmatien.
I krönikan De Regno Sclavorum – som egentligen är en sammanfattning av olika dalmatiska krönikor skrivna under tidig medeltid, förmodligen skriven någon gång på 1200-talet av Presbyter Diocleas – omnämns en viss Ratimir (? – cirka 850) som Bosniens regent. Ratimir omnämns också år 838 i de frankiska krönikorna, som härskaren över det land som ligger "söder om floden Sava och mellan Frankerriket och bulgarerna" - vilket är just dagens Bosnien. Efter Ratimirs död styrdes området av olika lokala hedniska stamherrar, en av de Budimir (regent mellan år 877 och 917), som satte igång processen av kristnandet av Bosnien. Efter Budimirs död tog Svetolik över makten, och regerade mellan år 917 och 932/34. Enligt Presbyter Diocleas krönika var Svetolik gift med Margareta, som omnämns som drottning över Bosnien. Margareta lät i Dubrovnik resa kyrkan tillägnad helgonet Margareta. Till hennes ära reste ragusinerna år 1571 en minnestavla där det står följande: ”Bosniens drottning Margareta lät uppföra ett tempel åt det heliga helgonet Margareta, i en gång välsignad tid”.
Första gången landet Bosnien nämns är i verket De administrando imperio av den bysantinske kejsaren Konstantin VII Porfyrogennetos under 900-talet. Bosnien omnämns då som Horion Bosona (χοριον Βοσωνα), en provins i dåtidens Serbien, vars två städer var Katera (strax sydväst om Sarajevo) och Desnik (norr om staden Zenica, förmodligen Vranduk). Under denna tid tillhör mellersta, östra och södra Bosnien att införlivas i Časlav Klonimirovićs kortvariga serbiska rike, och delar i väst av Krešimir II i Kroatien. Även kung Tomislav I av den kroatiska Trpimirović-ätten skall på 900-talet ha gjort anspråk på en del av Bosnien. År 997 tar bulgarerna under Tsar Samuil över delar av landet, innan han kort därefter besegras av den bysantinske kejsaren Basileios II år 1018.

Konungariket Bosniens expansion under medeltiden.

Efter att på 1100-talet erkänt Bélas II av Ungern överhöghet uppstod återigen ett bosniskt lydrike, under regenten Ban Borić (1154–1163), som ursprungligen omfattade norra delar av Bosnien och området kring floden Bosna. Efter Ban Borić tog Kulin Ban över styret av Bosnien år 1180. Ban Kulin var en av Bosniens mest framstående och betydande historiska härskare och hade en stor inverkan på utvecklingen av Bosniens tidiga historia. Under hans tid kom Bosnien att bli en av Balkans mest välmående stater, främst genom Kulins ambitioner att hålla fred i regionen och skapandet av starka handelsförbindelser med Dubrovnik och Republiken Venedig. Under denna tid var Bosnien en vasallstat, om än oftast nominell, under Ungern eller Bysantinska riket som slogs om kontrollen av området. Enligt en del källor skulle Ban Kulin haft alltför stora styrkor för att Ungern skulle ha ingripit på påvens order, då landet fortsatte att gynna den kätterska Bosniska kyrkan. Kulin Ban lyckades till slut, genom allianser med Béla III av Ungern, Miroslav av Zahumlje och den serbiske storfursten Stefan Nemanja, hålla Bosnien helt borta från bysantinskt inflytande.
Efter en tid, omkring år 1251–1314, då Bosniens beroende av Ungern ökade, övertog den mäktiga Kotromanić-dynastin makten i Bosnien, sedan de besegrat med kroatiska adelsätten Šubić av Bribir. År 1377 kröntes Tvrtko I Kotromanić till kung över Bosnien, i klostret Mile, utanför staden Visoko i centrala Bosnien. Under hans korta välde upplevde Bosnien återigen en glansperiod. Han införlivade delar av Kroatien, hela Dalmatien och delar av Raška i sitt bosniska rike, vilket ledde till att han även antog den serbiska härskartiteln, för att visa på sin makt över serberna. Efter Tvrtko Kotromanićs död, år 1391 gick det snabbt utför. Sigismund av Ungern befäste Ungerns överhöghet över Bosnien, och Osmanska rikets expansion mot området gjorde sig alltmer kännbar, samtidigt som den bosniske kungens makt över adeln minskade. Efterträdare till den bosniska kronan efter Tvrtkos död blev Stjepan Dabiša som kom att utnämna Sigismund av Ungern, som var gift med hans släkting, och dotter till Elisabet av Bosnien Maria av Ungern, till sin efterträdare. Den bosniska adeln vägrade att godkänna Sigismund som monark och uppsatte i stället änkedrottning Helena Gruba på tronen. Helena av Bosnien kom att bli Bosniens enda kvinnliga monark.
Under banen Stefan II av Bosnien (cirka 1318–1353) kom den bosniska staten att signifikant förstärkas, främst tack vare banens ambitioner att hålla fred med det Ungerska kungadömet. Men under hans tid ökade rivaliteten mellan det bosniska kungahuset och den serbiske kungen och tsaren Stefan Uroš IV Dušan vilket ledde till att ett serbiskt angrepp mot Bosnien genomfördes år 1350. Serbiens fälttåg inom Bosniens gränser kom att bli kortvariga efter ett flertal grekiska uppror i de södra delarna av det Serbiska tsardömet.
Under mitten av 1400-talet uppstod häftiga inre strider om makten i landet. Den bosniska adeln, som ständigt kämpade om kungamakten, tog hjälp utifrån, i första hand från Ungern och Osmanska riket. Detta resulterade i en osmansk intervention under Mehmet II där större delen av Bosnien år 1463 införlivades med turkarnas imperium och Bosnien blev ett paschalikat i det Osmanska riket. Bosniens konung Stefan Tomašević avrättades, och drottningen Katarina Kosača-Kotromanić gav sig i landsflykt, och dog i Rom den 25 oktober år 1478, där hon än idag ligger begraven, i kyrkan Santa Maria in Aracoeli. Kungaparets två barn Katarina och Sigismund Kotromanić konverterade till islam. Sigismund av Bosnien blev senare vesir i det Osmanska riket och blev efter konverteringen till islam mer känd som Ishak-bey Kraljević. Sigismund av Bosnien var Kotromanić-dynastins och Konungariket Bosniens sista arvtagare.
Många bosnier konverterade därefter till islam delvis frivilligt men även genom sociala förhållanden (se även bosniaker). Idag finns tre större religiösa grupperingar i Bosnien: muslimer (55 %), katoliker (15 %) och ortodoxa (30 %). Den sista kungligheten i den bosniska monarkin blev drottning Katarina, vars barn rövades bort av osmanerna och tvingades konvertera till islam. Under följande period övergick en stor del av den bosniska adeln till islam för att nyttja förmånerna som det medförde. Den bosniska adeln och Bosnien tilldelades senare autonom status inom Osmanska riket, man blev ett självstyrande ejalet, vilket innebar att provinsens lokale härskare även i fortsättningen skulle väljas ur den bosniska adeln.
Under medeltiden hade Bosnien sin egen bogomilska bosniska kyrka som var självständig från påven i Rom. Därför skickades katolska korståg mot de ”kätterska” bosnierna. Den så kallade bogomilska religionen, den medeltida bosniska tolkningen av kristendomen, växte sig som starkast i Bosnien under 1100-talet och idag finns över 80 procent av alla bogomiliska efterlämningar på Balkan i Bosnien. Bogomilismen har gjort ett visst avtryck i dagens religiösa samfund i Bosnien, landet är till exempel en av de få platser idag där katoliker (men även muslimer) brukar hålla mässor ute i naturen, något som bogomilerna även gjorde eftersom de inte fäste vikt vid materiella byggnader. Efter Osmanska rikets intåg i Bosnien gick många bosnier över till islam. En förklaring till detta var att det huvudsakligen var överklassen i landet, jordägare och handelsmän, som konverterade för att anpassa sig till den nya politiska situationen i landet. Detta resulterade bland annat i att städerna kom att domineras av muslimer.

### Osmanska rikets förfall
Sedan osmanerna besegrats i slaget vid Wien 1683 började en långvarig tillbakagång för Osmanska riket och därmed också den osmanska provinsen Bosnien. Under det stora turkiska kriget mot habsburgarna 1683–1699 förlorade Osmanska riket stora delar av sitt territorium i Europa och plötsligt hade det tidigare rika och stora Bosnien förvandlats till en yttersta gränspostering för osmanernas välde i väst. Under kriget hade Bosnien plundrats av habsburgska trupper under ledning av Eugen av Savojen och huvudstaden Sarajevo hade bränts till marken sedan invånarna vägrat överge staden. En annan effekt av kriget 1683–1699 blev en stor inflyttning av muslimer från Ungern och Kroatien till Bosnien till följd av att osmanerna tvingats lämna ifrån sig dessa två länder till habsburgarna. Samtidigt emigrerade en stor del av Bosniens katoliker (kroater) till dessa habsburgska territorier. Den katolska befolkningen utsattes i högre grad för förföljelser eftersom den katolska kyrkan fortfarande var den främste fienden till Osmanska riket.
Det osmanska Bosniens huvudstad var först Sarajevo 1463–1583, därefter Banja Luka 1583–1686, samt Travnik 1686–1851 och sedan åter Sarajevo från 1851.
Under ledning av den bosniske adelsmannen Husein Gradaščević (1802–1834) gjorde huvuddelen av den bosniska adeln 1831 uppror mot Osmanska riket. Upproret var en reaktion mot ett av Höga portens reformprogram, som bland annat innebar att Bosnien skulle fråntas sin autonoma status. Trots att upproret slogs ner 1832 och att regionen Hercegovina som en följd av detta gavs autonom status i förhållande till övriga Bosnien, anses Gradaščević idag vara en av de främsta bosniska nationalhjältarna.

### I Österrike-Ungern
Som en följd av den osmanska förlusten i det rysk-turkiska kriget 1877–1878 överlämnades Bosnien och Hercegovina av Berlinkongressen till Österrike-Ungern för att de skulle ”besätta och förvalta” provinsen. 1908 annekterades Bosnien och Hercegovina formellt av Österrike-Ungern. Serbiska nationalisters harm över detta var en del av motivet till skotten i Sarajevo som dödade den österrikiske tronföljaren Franz Ferdinand 1914 vilket utlöste det första världskriget.

### I Jugoslavien
Direkt efter första världskriget, 1918, kom Bosnien och Hercegovina att bli en del av Slovenernas, kroaternas och serbernas stat, ett försök att samla de sydslaviska delarna av Österrike-Ungern. Efter bara en månad gick denna stat samman med segermakten Serbien i Serbernas, kroaternas och slovenernas kungarike, under serbisk kung och serbisk dominans. Detta omvandlades sedan 1929 till Kungariket Jugoslavien.
Under andra världskriget drabbades Bosnien och Hercegovina även av inbördeskrig och omfattande etnisk rensning. Titos partisaner och Tito befriade större utsträckningar av landet redan år 1943, därför blev Bosnien platsen för de största tyska offensiver i regionen under kriget.
Under den tysk-italienska ockupationen blev Bosnien och Hercegovinas judiska befolkning näst intill förintad. Antalet serber som mördades i Jugoslavien under andra världskriget var minst 347 000, medan andra pekar på en siffra upp till 750 000. Den lista som gjordes 1964 av den federala byrån i Belgrad visar personer födda i Bosnien och Hercegovina som miste livet under krigsåren 1941–1945. Listan är inte fullständig men innehåller namnen på 179 173 personer. Den bekräftar att den serbiska civilbefolkningen led de största förlusterna i regionen. Enligt listan var de dödade 72,1 % serber (129 114), 16,5 % muslimer (29 539), 4,4 % kroater (7 850) och 7 % av annan etnicitet. Särskilt utsatta var muslimer i östra Bosnien och Hercegovina längs floden Drina på gränsen till Serbien och Montenegro medan serber och judar var utsatta i hela landet.[källa behövs]
Draža Mihailović ledde den kungatrogna armén (četniks) och ville återskapa kungariket Jugoslavien. I början förde han gerillakrig mot ockupationsmakterna i landet men kort efter detta kollaborerade med ockupationsmakterna och förde ett krig mot Titos partisaner. Efter att Ustaša-regimen i Kroatien och Bosnien och Hercegovina inlett sin stora utrensning av icke-kroater och muslimska bosniaker (som de ansåg vara kroater av muslimsk tro) blev målet hos den serbiska četnik-rörelsen att skapa en etnisk och religiöst homogen stat, som precis som Ustaša-rörelsen fick som mål att ”en tredjedel av icke serber skulle drivas ut ur landet, en tredjedel dödas och en tredjedel tvångsomvändas till rätta kyrkan”.
Våren 1943 bildades den av Heinrich Himmler grundade 13. Waffen-Gebirgs-Division der SS Handschar. Förbandet utbildades i Tyskland och en del återvände till Bosnien i februari 1944 medan resten skickades till östfronten. Samtidigt hade många bosnienserber anslutit sig till četnik-rörelsen. Titos partisaner hade, medan Handschardivisionen utbildades, deltagit i strider mot četnik-förbanden. Handschardivisionens soldater fick endast undantagsvis möta några četniker i strid; i stället sattes de in i strider mot partisanerna. När de tyska styrkorna retirerade från området i september 1944 lämnade ett stort antal av soldaterna förbandet och anslöt sig ofta till just partisanerna.[källa behövs]

### I Titos Jugoslavien
Efter att Titos partisaner befriade landet från Nazityskland 1945 blev Bosnien en delrepublik i den nya Socialistiska federativa republiken Jugoslavien. Landet industrialiserades snabbt under 1950- och 1960-talet. Socialismen i Jugoslavien (Titoismen) blev säregen eftersom den var självständig från Sovjetunionen. Tito styrde landet fram till sin död 1980.

### Jugoslaviens sönderfall, det bosniska kriget
Efter Titos död växte nationalismen hos de olika folkgrupperna i Jugoslavien och konflikter bröt först ut i Kosovo och kom sedan att spridas till övriga delrepubliker. Serbien påstod sig vilja ena hela Jugoslavien, vilket många uppfattade som ett försök att genom centralisering av statsfederationen Jugoslavien skapa ett ”Storserbien”. Majoriteten av bosnierna var villiga att stanna inom Jugoslavien så länge det fanns någon sorts etnisk maktbalans i detta nya Jugoslavien. Denna etniska maktbalans utgjordes av Slovenien och framför allt Kroatien. Dessa båda delrepubliker förklarade sig självständiga 1991. I en folkomröstning 1992 röstade majoriteten av de bosniska kroaterna och bosniaker för ett självständigt Bosnien och Hercegovina medan de flesta bosniska serber bojkottade omröstningen. Bosnien och Hercegovina blev en självständig stat som Republiken Bosnien och Hercegovina den 5 april 1992 och erkändes som sådan av Förenta nationerna, Europeiska unionen, USA, Ryssland och Kina men inte av den bosnienserbiska folkgruppen och Jugoslavien (Serbien och Montenegro).
Den bosnienserbiska separatiströrelsen under ledning av Radovan Karadžićs SDS-parti hade redan under hösten 1991 utropat autonoma serbiska områden i Bosnien. I och med Bosniens självständighet utropades nu en ”serbisk republik” (Serbiska republiken) i likhet med den som tidigare utropats i Kroatien. Med hjälp från den Jugoslaviska folkarmén och trupper från Serbien och Montenegro expanderades den självutnämnda ”serbiska republiken” genom att man ockuperade omkring 70 procent av Bosniens territorium. Detta var början på Bosnienkriget där 110.000 människor fick sätta livet till varav var hälften civila varav 83 procent var bosniaker. Kroater och bosniaker var allierade när kriget bröt ut, men 1993 utbröt dock inbördes strider då kroater ville tilldela västra delar av landet till Kroatien. I takt med att den bosniska armén skaffade sig fler vapen och blev mer organiserad, befriade man också mer territorium främst i centrala Bosnien där kroaterna omringades, vilket 1994 resulterade i den bosnisk-kroatiska federationen. Under 1995 fick de bosniska och kroatiska styrkorna övertaget. Kriget tog slut 1995 efter Natos och andra internationella organs påtryckningar med bland annat Natos bombkampanj mot serbiska militären, Operation Deliberate Force.

### Som självständig stat
Fredsavtalet undertecknades den 14 december 1995 i Dayton, Ohio och kallas därför för Daytonavtalet. Avtalet innebar att serberna fick majoritet i en av landets två ”entiteter”, Serbiska republiken. Den andra entiteten utgörs av en federation mellan bosniaker och kroater och heter Federationen Bosnien och Hercegovina. Tillsammans med Brčkodistriktet i nordöstra delen av landet utgör dessa enheter idag landet Bosnien och Hercegovina. Detta har bland annat lett till en ganska komplicerad och svag politisk apparat som gör det svårt att ta några konkreta beslut, inte minst i känsliga frågor som lever kvar från 1990-talet.
Efter krigsslutet 1995 hade Nato länge fredsbevarande trupper i landet (SFOR) men år 2004 tog Europeiska unionen över uppgiften i den så kallade Operation Althea. Även om efterkrigstiden inte har präglats av några väpnade konflikter så har Eufor idag ungefär 2000 man stationerade i Bosnien och Hercegovina.

## Geografi

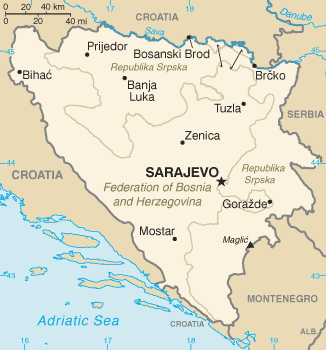
Engelskspråkig karta över Bosnien och Hercegovina.

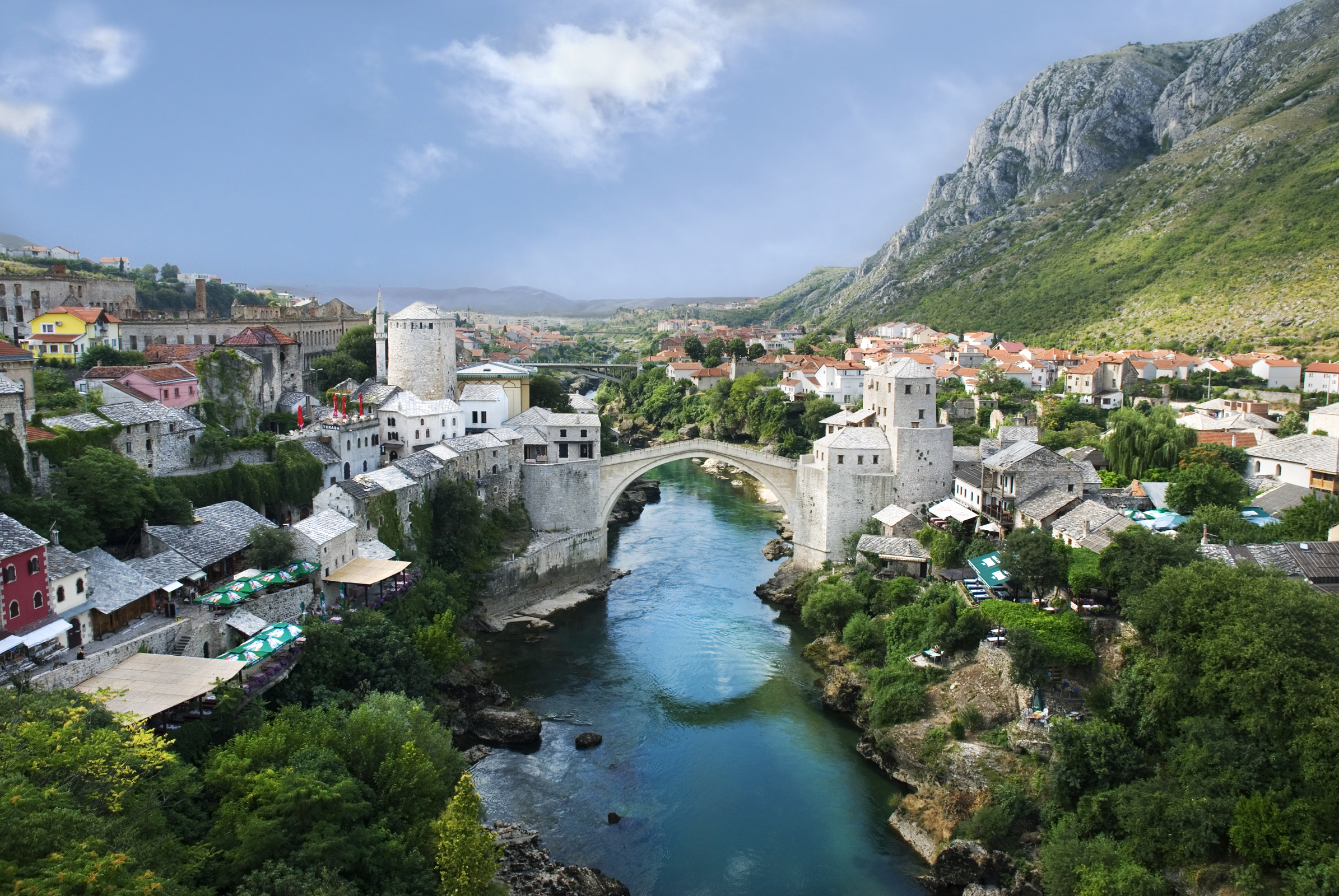
Gamla bron i Mostar.

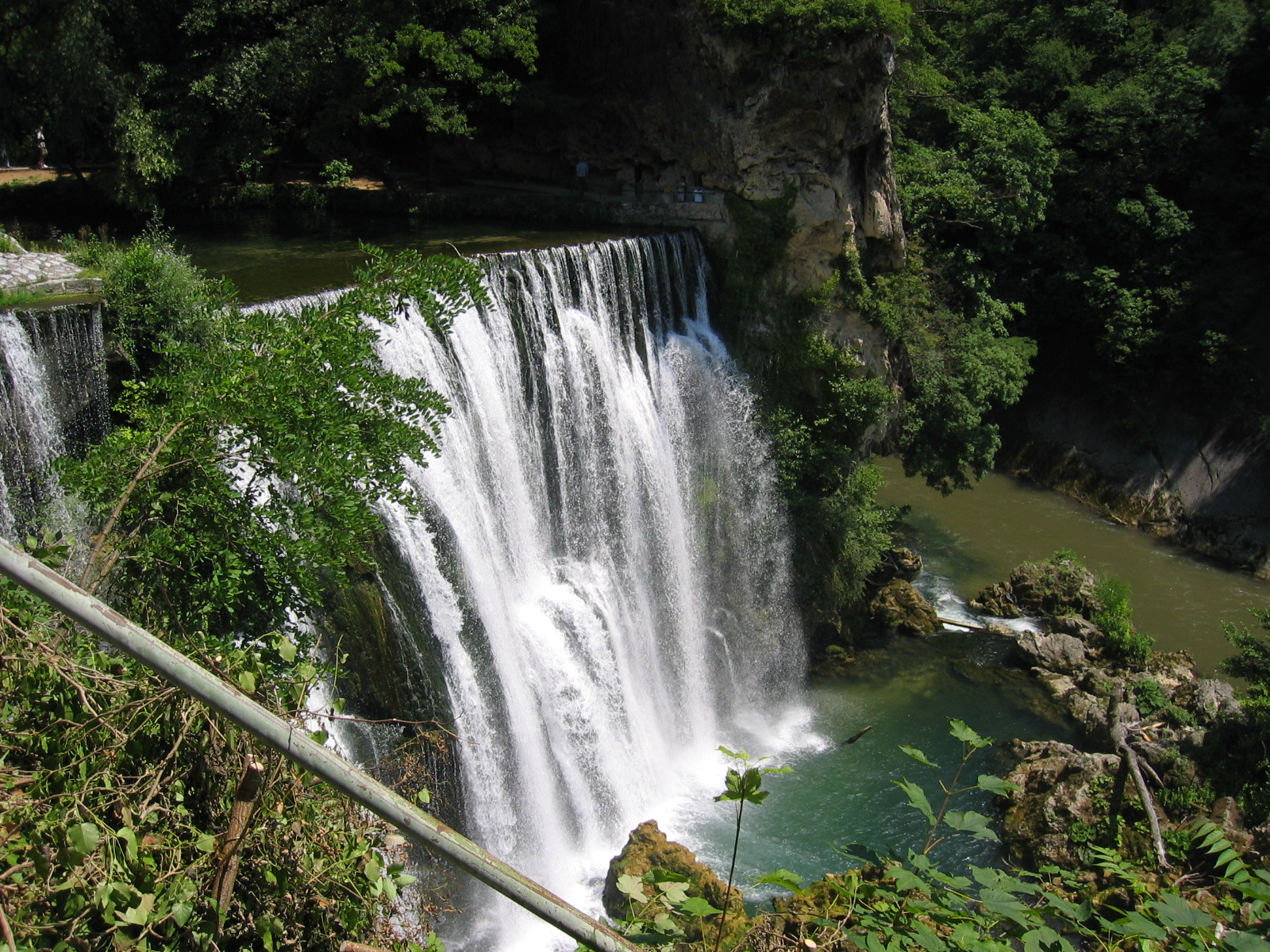
Vattenfall i Jajce.

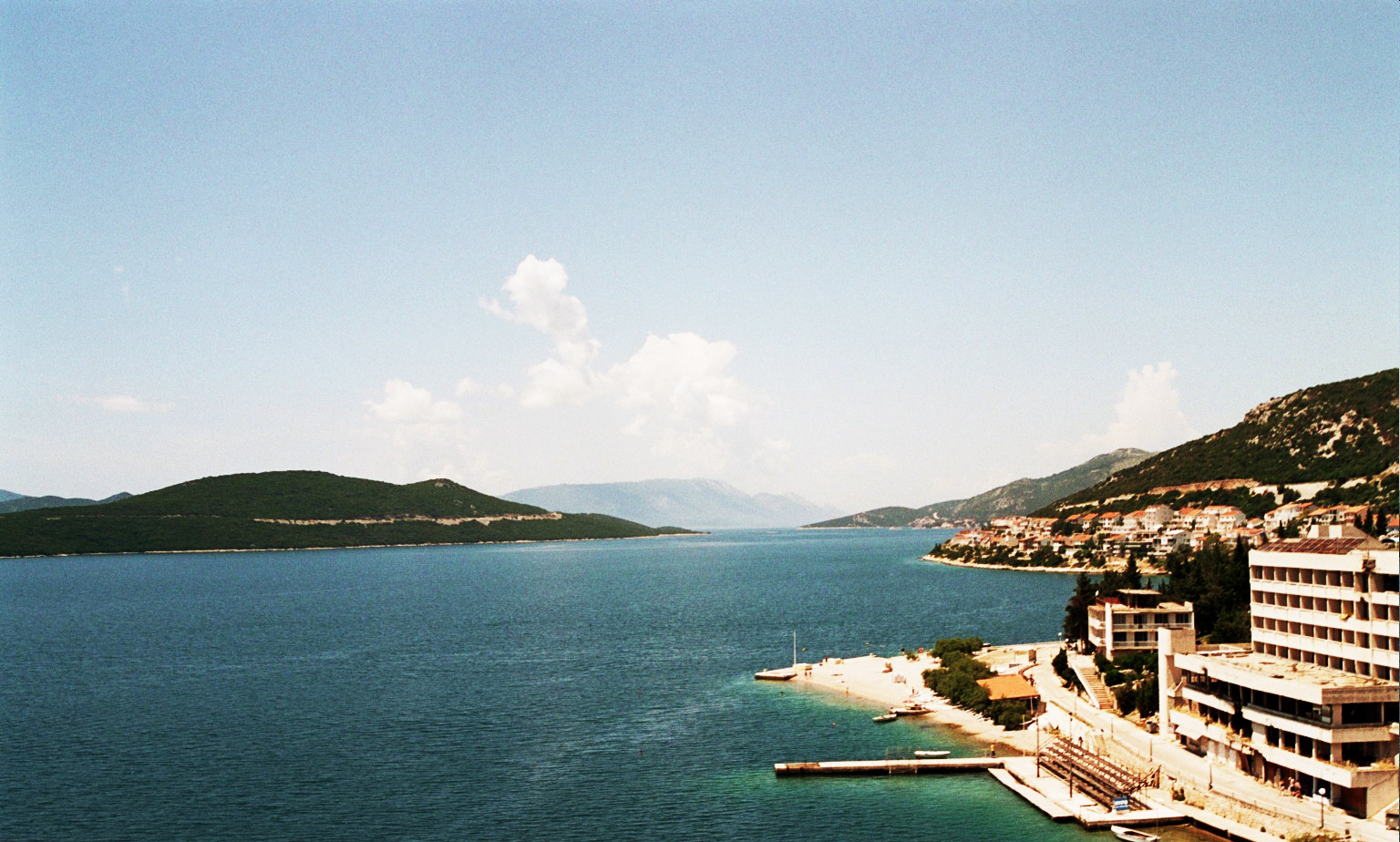
Adriatiska havet vid Neum.

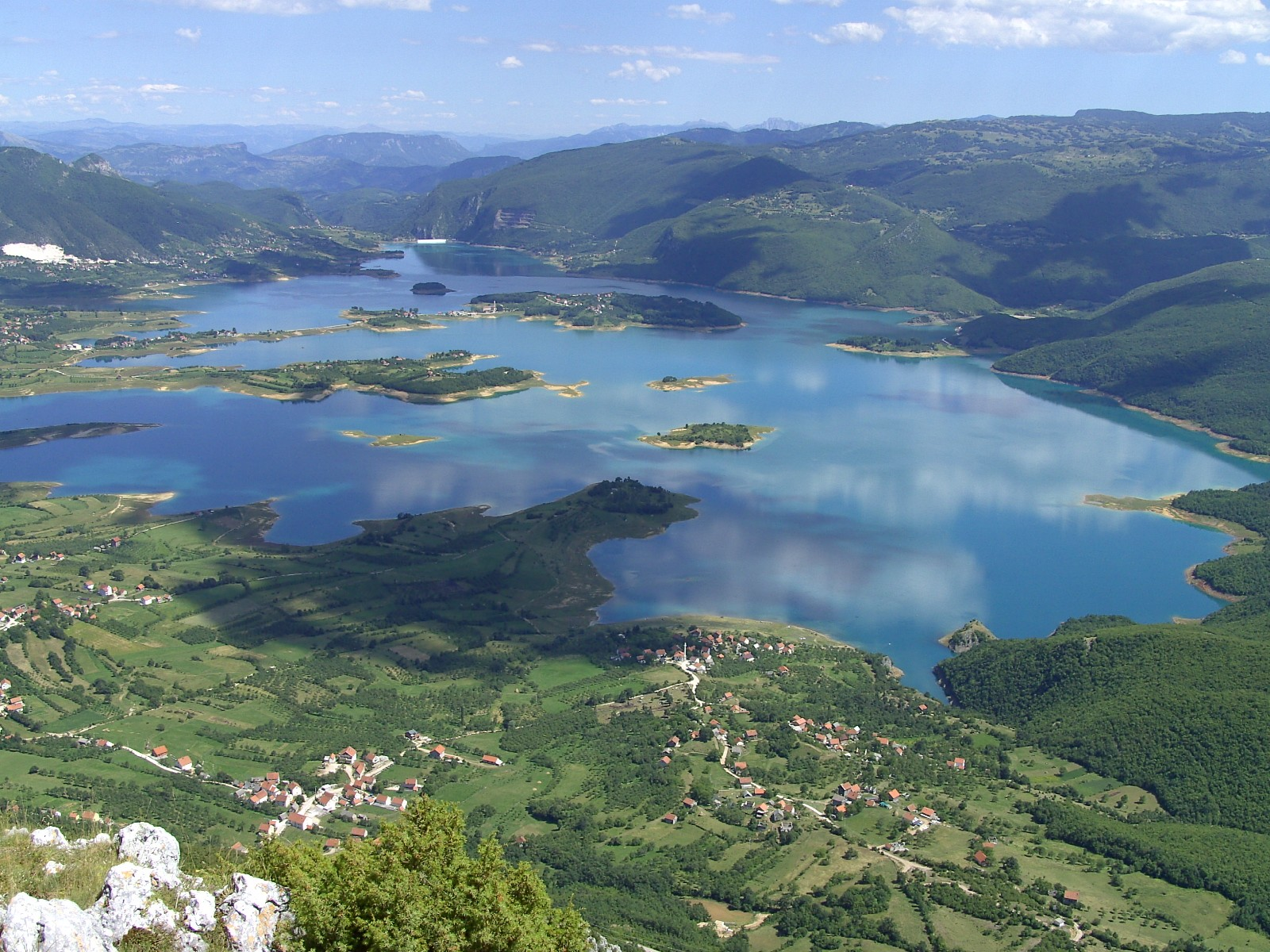
Ramsko jezero.

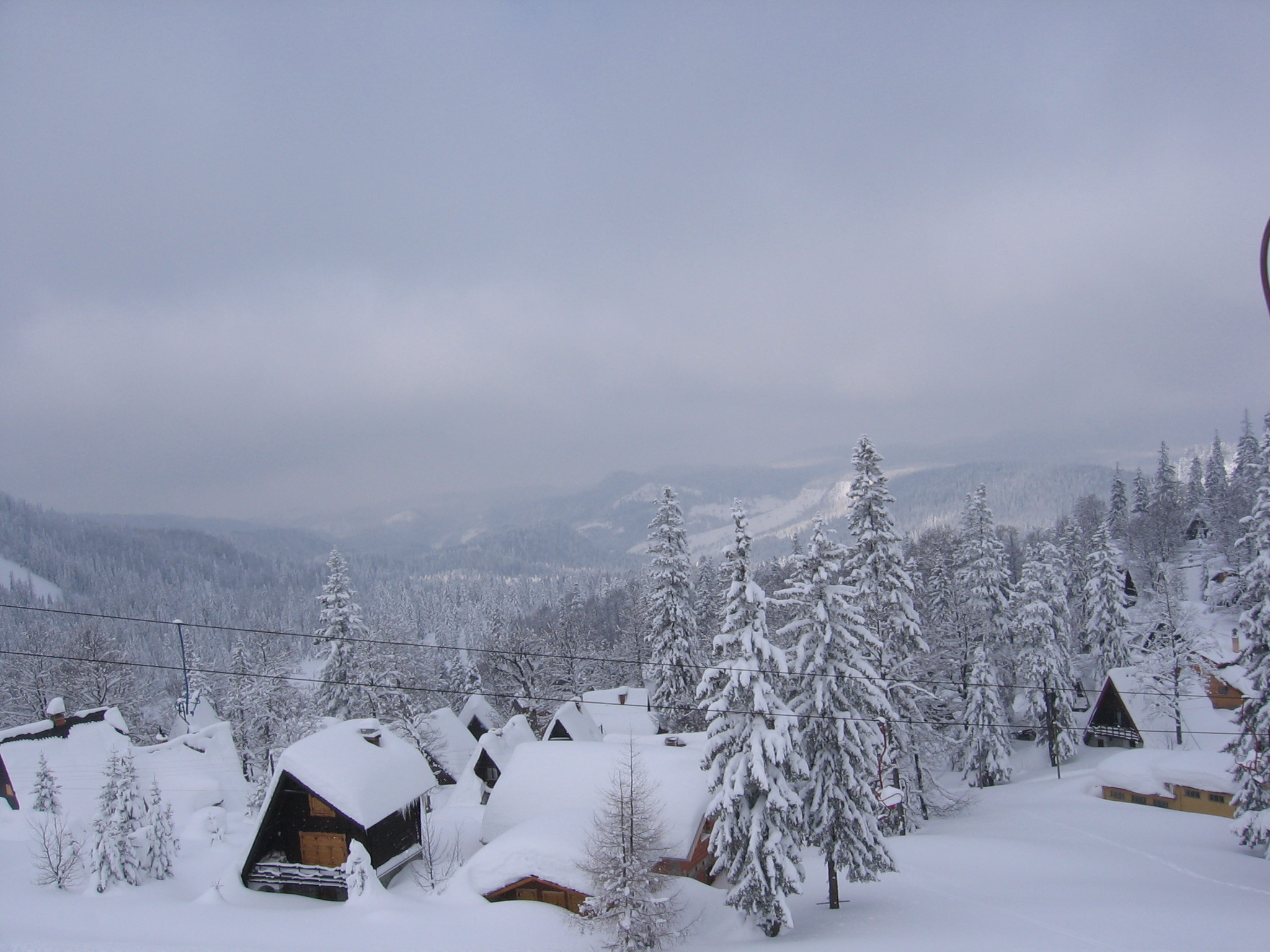
Jahorina vintertid.

Bosnien ligger på västra Balkanhalvön, och gränsar till Kroatien i nord och sydväst, samt Serbien i öster och Montenegro i sydöst. Ett slättland utbreder sig vid Sava i norr. I övrigt är landet för det mesta bergigt, skogklätt och inkluderar centrala Dinariska Alperna. Det genomdras av breda kitteldalar (s.k. poljer) och avvattnas av Savas bifloder. De nordöstra delarna når in i pannoniska fälten, medan landets södra del nästan gränsar mot Adriatiska havet. Landet har en kustlinje på enbart 24 kilometer, runt staden Neum i kantonen Hercegovina-Neretva. Denna sträcka är omsluten av kroatiskt territorium och territorialvatten, men Bosnien och Hercegovina har enligt internationell rätt en garanterad korridor till internationellt vatten.
Namnet Bosnien och Hercegovina kommer från det tidigare namnet Bosnien och regionen Hercegovina. Hercegovina utgör ungefär en fjärdedel av landets totala yta medan Bosnien utgör den resterande delen.
Landets största städer är huvudstaden Sarajevo, Banja Luka, Mostar, Tuzla och Zenica.

## Styre och politik

### Författning och styre
Landets nuvarande författning tillkom genom överenskommelsen i Dayton i  Ohio i USA, hösten 1995, vilken avslutade fyra och ett halvt års grymma strider. Militära styrkor från EU, här kallade Eufor, besätter fortfarande landet, som dock i princip är politiskt suveränt.
I enlighet med Daytonavtalet består Bosnien och Hercegovina av två entiteter: Federationen Bosnien och Hercegovina, som till större delen befolkas av bosniaker och mindre av kroater, och Serbiska republiken, en serbiskt dominerad del där de flesta är serber.  Federationen Bosnien och Hercegovina är uppdelad i tio självstyrande kantoner. Serbiska republiken är däremot en enhet. Båda entiteternas regeringar ska enligt en överenskommelse från 27 mars 2002 innehålla ministrar från de tre ”konstituerande folken”, bosniaker, serber och kroater. Utöver de två entiteterna, utgör distriktet Brčko en tredje enhet inom landet oberoende av både Federationen Bosnien och Hercegovina och Serbiska republiken. Brčko befolkas av 40 procent serber, 39 procent bosniaker och 20 procent kroater och är en strategiskt viktig enhet, eftersom den står som en barriär mellan den östra och västra delen av Serbiska republiken och dessutom anses vara en politiskt förebild för resten av landet.
Staten Bosnien och Hercegovina styrs av ett folkvalt presidentråd bestående av tre personer (dvs ett triumvirat) som omväxlande innehar ordförandeskapet (vilket felaktigt men i praktiken ofta benämns som presidentposten). Av dessa tre personer ska en vara bosniak och en kroat, båda valda från Federationen Bosnien och Hercegovinas territorium, och en serb vald från Serbiska republiken.

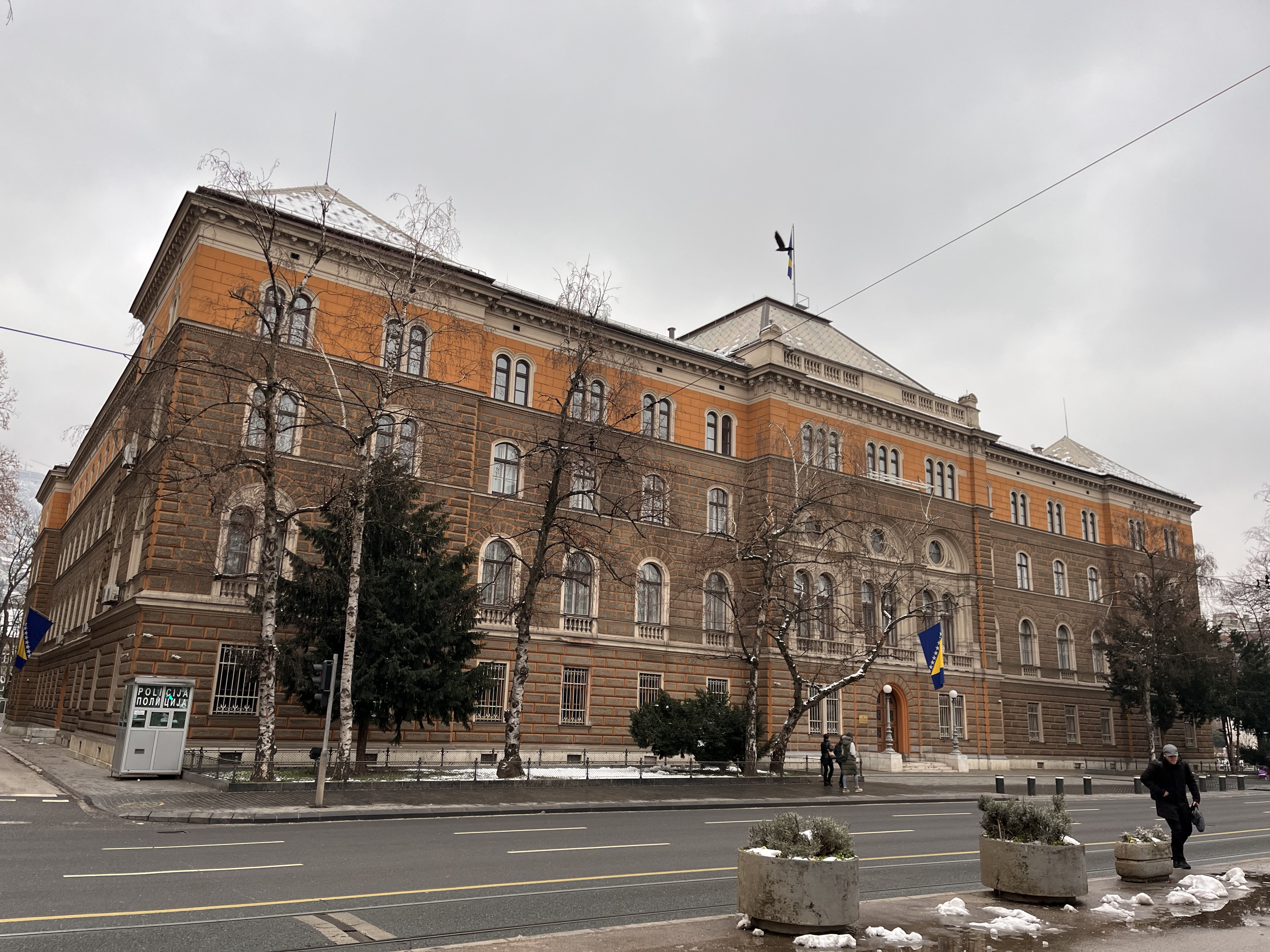
Presidentrådsbyggnaden i Sarajevo.

Presidentrådet utser Bosnien och Hercegovinas ministerråd, som är landets regering. Ministerrådet består av en ordförande och nio ministrar. Dessa är ansvariga inför parlamentet.
Bosnien och Hercegovina har ett tvåkammarparlament som består av ett representanthus med 42 direkt folkvalda ledamöter, 28 från Federationen och 14 från Serbiska republiken, samt Folkens hus, som består av 15 indirekt valda ledamöter, 5 bosniaker och 5 kroater, som utses av Folkens hus i Federationen Bosnien och Hercegovina, och 5 serber, som utses av nationalförsamlingen i Serbiska republiken.
I enlighet med Daytonavtalet är FN:s högste representant för Bosnien och Hercegovina överordnad alla valda representanter i Bosnien. FN:s högste representant kan avsätta alla tjänstemän och valda politiker samt avskaffa och införa lagar som han finner för gott.

### Administrativ indelning

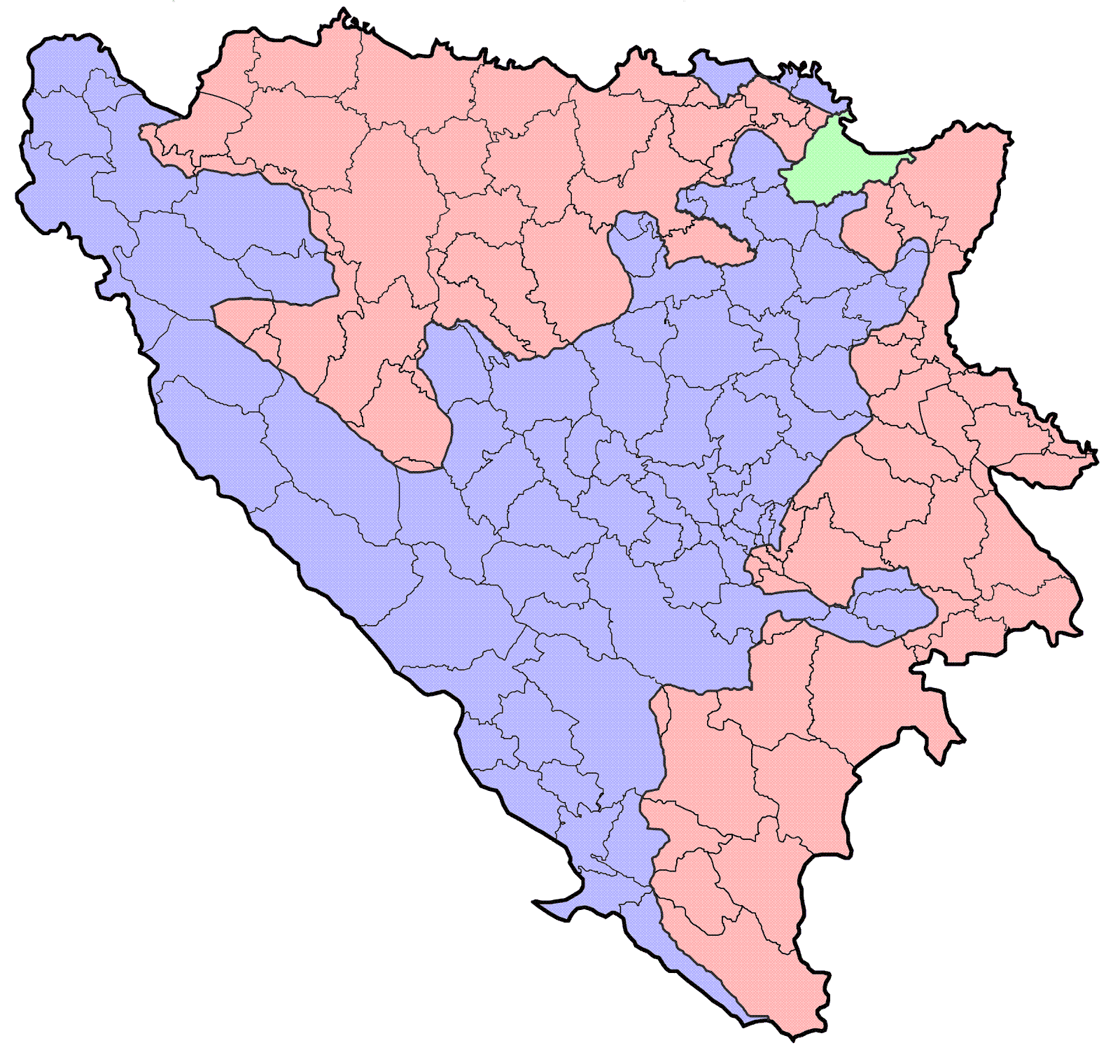
Bosnien och Hercegovinas kommuner:
Blå – Federationen Bosnien-Herceg.
Röda – Serbiska republiken.
Grön – Brčko (distrikt).

Bosnien och Hercegovina är indelade i två entiteter och ett distrikt:
- Federationen Bosnien och Hercegovina
- Serbiska republiken
- Brčko (distrikt)

Federationen Bosnien och Hercegovina är indelade i tio kantoner (liknande län) med långtgående autonomi som i sin tur är indelade i kommuner. Se federationen Bosnien och Hercegovinas kantoner. Serbiska republiken är inte indelat i några kantoner utan direkt i kommuner.
Dagens administrativa indelning med två entiteter och ett distrikt är grundat genom fredsavtalet i Dayton där alla parter tvingades till en kompromiss. Kritiker menar att indelningen är en produkt av kriget i Bosnien och Hercegovina och att det är ineffektivt och dåligt på flera plan. Därför är det nu aktuellt med ändringar i grundlagen där alla tre sidor (bosniaker, serber och kroater) ska framföra önskemål och försöka enas om hur man ska dela in landet administrativt på ett bättre sätt. Förändringarna i indelningen av landet är en förutsättning för att Bosnien och Hercegovina ska kunna ansluta sig till Europeiska unionen i framtiden.

### Internationella relationer
Bosnien och Hercegovina inledde den 25 november 2005 sin process till ett eventuellt framtida medlemskap i Europeiska unionen (EU). Detta gjorde landet genom att inleda förhandlingar om ett stabiliserings- och associeringsavtal (SA-avtal). Detta paraferades den 4 december 2007 och undertecknades av landets premiärminister den 16 juni 2008 efter att det bosniska parlamentet i Sarajevo röstat igenom en lag för polisreform som EU hade krävt av landet. Regeringens nästa mål är att erhålla kandidatstatus för medlemskap i EU, vilket kan bli verklighet under 2010-talets första hälft beroende på vilka framsteg landet gör. Förhandlingar om visumfrihet med EU pågick fram till 2010. En viktig stötesten var införandet av biometriska pass. Efter att ha infört sådana pass den 15 oktober 2009, erhöll Bosnien och Hercegovina den 15 december 2010 visumfrihet för resor under 90 dagar till Schengenområdet.. Den 15 februari 2016 ansökte landet om medlemskap i Europeiska unionen. I december 2022 beviljades Bosnien och Hercegovina status som kandidatland under vissa förutsättningar.
Bosnien och Hercegovina är även ett av de länder som närmar sig medlemskap i Nato. Landet gick med i Partnerskap för fred (PFF) den 14 december 2006. År 2008 avslutade landet en IPAP (Individual Partnership Action Plan) och under Natos toppmöte i Bukarest, Rumänien, i april 2008 inleddes en ”intensifierad dialog”. Inom den kommande perioden vill landets regering även ha en så kallad MAP (Membership Action Plan), då detta behövs för att kunna gå med i försvarsalliansen. Den 2 oktober 2009 ansökte Bosniens president officiellt om MAP (Membership Action Plan) i Natos högkvarter i Bryssel. I april 2010 fick Bosnien och Hercegovina en officiell inbjudan att gå med i MAP på Natos toppmöte i Tallinn, Estland. Landet är nu ett kandidatland för Nato-medlemskap tillsammans med Montenegro och Nordmakedonien.

## Ekonomi och infrastruktur

### Näringsliv

#### Jord- och skogsbruk
Jordbruk är huvudnäring, skogsbruket och skogsindustrin är välutbyggda.

#### Råvaror
Det finns goda mineraltillgångar som järnmalm, koppar, krom och mangan. 

#### Industri
Givet tillgången på naturtillgångar är järn-, stål- och aluminiumverk en växande industri.

#### Turism
Enligt en uppskattning av Världsturismorganisationen kommer turismen i Bosnien och Hercegovina att ha den tredje högsta tillväxttakten i världen mellan 1995 och 2020.
Sedan 2013 har turismen vuxit med 40 procent över hela landet. 2016 besökte 1 140 000 turister landet. Sarajevo och Mostar är mest besökta enligt Vecerni List. Snabbtåg ansluter Sarajevo och Mostar och järnvägen sträcker sig över och under bergmassiverna emellan.
Bosnien har under de senaste åren varit ett attraktivt investeringsföremål för flera Gulfstater såsom Förenade Arabemiraten, Saudiarabien och Qatar. Investeringen omfattar upprättandet av bland annat tusentals bostäder, flera hotell, ett köpcentrum och ett sjukhus vid området som befinner sig vid foten av Bjelašnica, ett av fyra berg som omger huvudstaden Sarajevo. Nära Trnovo, en ort nära Sarajevo med cirka 3 000 invånare, byggs nya turiststaden fokuserad på kunder från Gulfstaterna och döpt till Buroj Ozone.
Huvudstaden Sarajevo har en bred turistindustri och en snabbt växande tjänstesektor tack vare den starka årliga tillväxten inom turistsektorn. Sarajevo gynnas också av att vara både en sommar- och vinterdestination med kontinuitet i sin turism under hela året. Reseguiden Lonely Planet har utsett Sarajevo till den 43:e bästa staden i världen, och i december 2009 rankades Sarajevo som en av de tio bästa städerna att besöka under 2010.
År 2013 besökte 302 570 turister Sarajevo, 17,9 procent fler än 2012, vilket ger 595 637 övernattningar, vilket är 18 procent fler än under 2012.

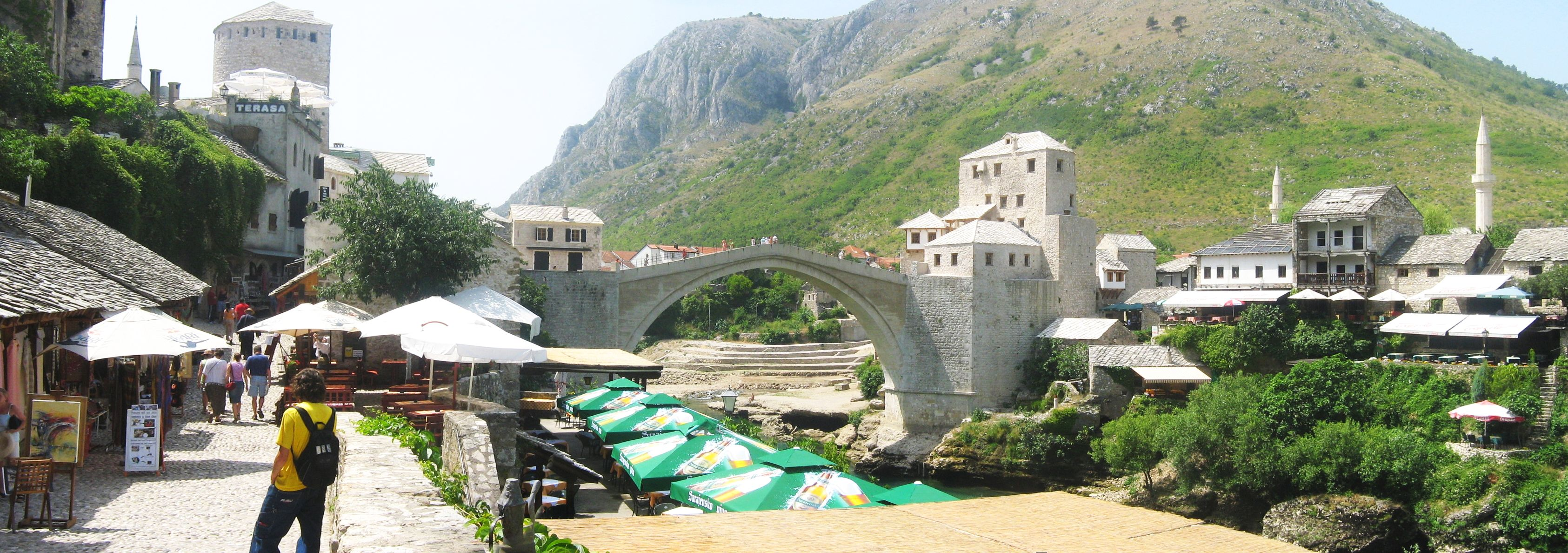
Panorama över Stari most, Mostar.
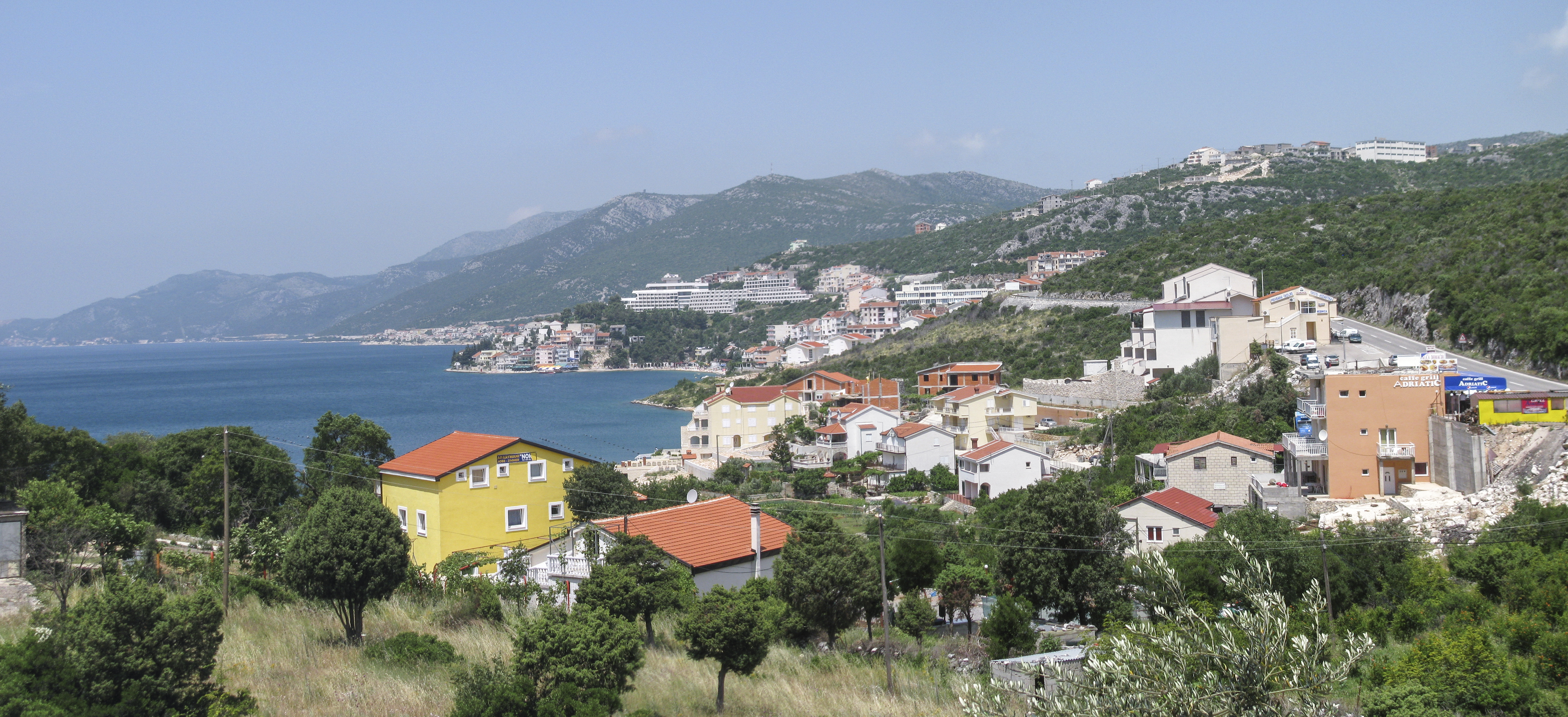
Neum vid Adriatiska havet.
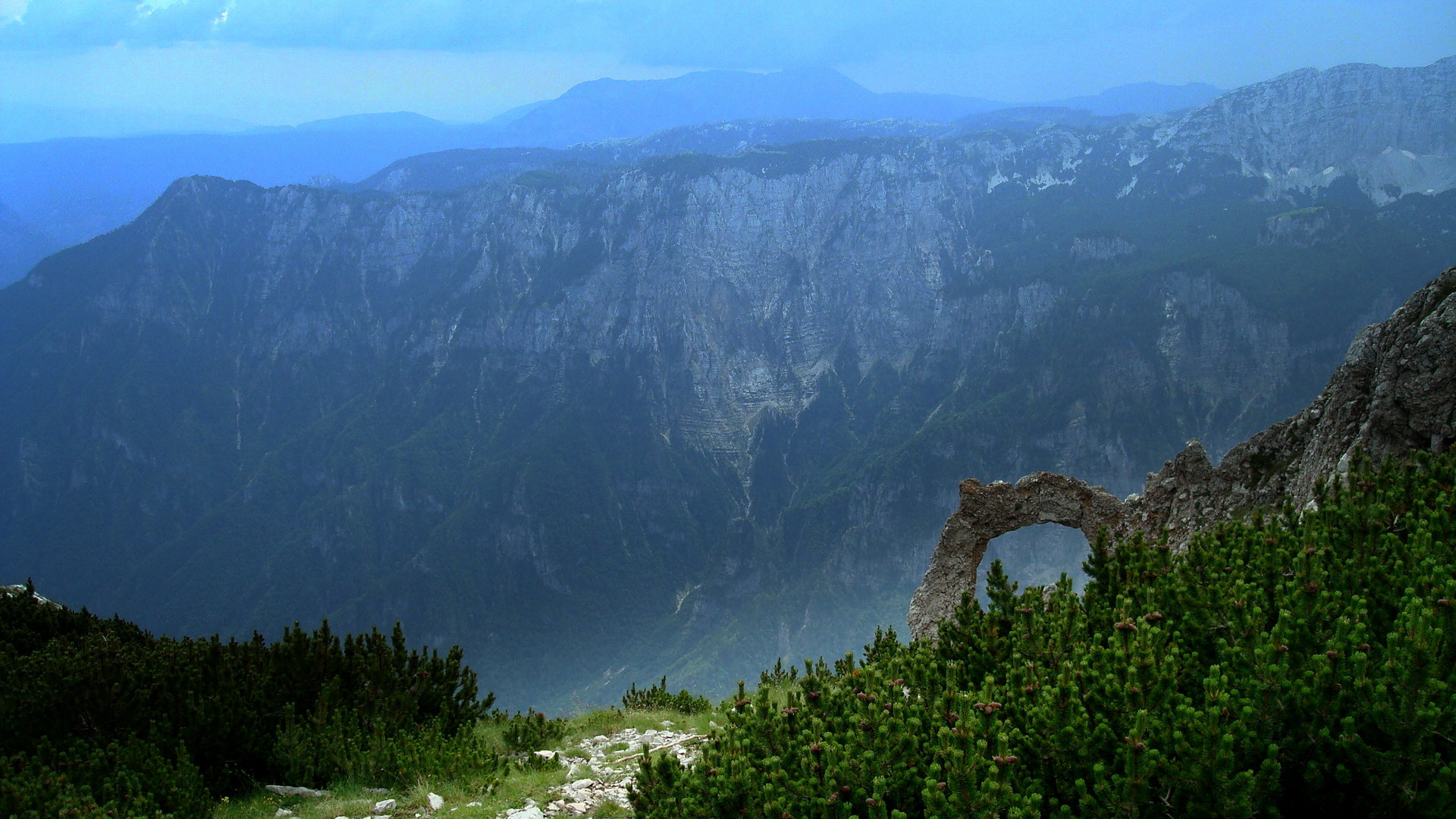
Hajdučka Vrata vid Jablanica.

### Handel
Bosnien och Hercegovinas största handelspartner är den europeiska unionen med: Tyskland, Kroatien, Italien, Slovenien och Österrike som majoritet. Efter europeiska unionen är Kina, Turkiet, Ryssland och Serbien Bosniens största handelspartners.

### Infrastruktur

#### Transporter
I Bosnien finns fyra internationella flygplatser Mostar, Banja Luka, Tuzla och Sarajevo. Det går bussar från Tyskland och Skandinavien till de större bosniska städerna. Bussar går också från Bosnien till Kroatien och från Montenegro och Serbien till Bosnien. Nätet av inrikesbussar är väl utbyggt men trafiken blir kraftigt reducerad på helgerna. Järnvägar går mellan Čapljina, Mostar och Sarajevo, Sarajevo via Doboj till Banja Luka med moderna snabbtåg av typen Talgo. Lokaltåg går mellan Doboj och Tuzla, och mellan Banja Luka och Dobrljin. Alla internationella förbindelser är för tillfället indragna.
Staten planerar att bygga ytterligare 3 flygplatser till i städerna: Brcko, Bihac och Trebinje. Sammanlagt kommer det finnas sju stycken internationella flygplatser i Bosniens och Hercegovinas territorium. Landet kommer då vara tvåa i balkan med flest flygplatser efter Kroatien.
I de flesta städerna i Bosnien finns det oftast busstrafik till andra städer runt om i landet. I de större städerna som: Sarajevo, Banja Luka, Tuzla, Mostar, Zenica, Prijedor, Brcko, Bihac och Sanski most finns linjer till huvudstäder tillsammans med andra städer runt om i hela Europa.

#### Utbildning
Utbildningssystemet i Bosnien och Hercegovina består av tre nivåer: grundskola, gymnasium och universitet.
Grundskolan är nioårig, gratis och obligatorisk för alla barn i åldern 7 till 15 år. Gymnasiet är också gratis och är 3- eller 4-årigt beroende på program. Det finns olika allmänna och tekniska program. De flesta barnen i Bosnien och Hercegovina börjar skolan när de är sex eller sju år och slutar gymnasiet när de är arton eller nitton. Studenter som går ut det allmänna programmet, det så kallade Gimnazija, får Matura (examen) och kan välja om de vill skriva in sig på universitetet. Först måste de dock göra ett inskrivningsprov vid den valda fakulteten. Studenter som har gått ut något av de tekniska gymnasierna får ett Diploma.
Bosnien och Hercegovinas högre utbildningsväsende består av åtta universitet (Sarajevos universitet, Tuzlas universitet, Bihaćs universitet, Banja Lukas universitet, Zenicas universitet, Östra Sarajevos universitet samt Mostars två universitet; Džemal Bijedić-universitetet och Mostars universitet) med cirka 90 fakulteter och konstakademier. Universitetsexamen kan tas vid fakulteterna och konstakademierna. Det finns 22 privata institutioner för högre utbildning. Lagen om högre utbildning (som gick igenom i juli 2007) betraktar privata och offentliga institutioner som jämlika.

## Befolkning

### Demografi
Befolkningen är sydslavisk men sedan gammalt mycket blandat, ett arv från de bysantinska, turkiska, och habsburgska styrena. En storskalig migration under Bosnienkriget på 1990-talet har orsakat stora demografiska skiftningar. Första folkräkning skedde 2013.. 2013 var befolkningen på cirka 3,5 miljoner, vilket innebär en minskning på 900.000 människor sedan 1991.
Enligt 1991 års folkräkning hade Bosnien och Hercegovina en befolkning på 4 354 911. 43,5 % var bosniaker, 31,2 % serber, 17,4 % kroater och 7,9 % övriga (däribland jugoslaver, romer och albaner).
Det finns en stark korrelation mellan etnisk identitet och religion. Enligt data från 2013 års folkräkning är landets etniska uppdelning 50,11% bosniaker, 35,1% serber, 12 % kroater och 3% övriga.
Under en tid användes beteckningen ”muslim” på den etniska grupp som idag kallas bosniaker. Detta avskaffades för att undvika begreppsförvirring (man behöver inte vara troende muslim för att vara bosniak).
Drygt 1 100 Jehovas vittnen är också verksamma i 16 församlingar (2009).
Ungdomsarbetslösheten (åldern 15–24 år) uppskattas till 62,8 %, den högsta i världen.

#### Större städer
- Sarajevo
- Banja Luka
- Prijedor
- Bosanski Petrovac
- Bihać
- Bosanska Gradiška
- Brčko
- Tuzla
- Doboj
- Mostar
- Travnik
- Derventa
- Zenica
- Bijeljina
- Trebinje
- Goražde
- Jajce
- Srebrenica
- Neum
- Sanski Most
- Cazin
- Stolac
- Rogatica
- Šipovo

### Språk
I Bosnien och Hercegovina används bosniska som talas av den etniskt största folkgruppen bosniaker samt en del av serber och kroater, serbiska som talas av etniska serber och kroatiska som talas av etniska kroater samt 17 minoritetsspråk. Detta reflekterar den etniska bakgrunden hos befolkningen, snarare än de verkliga språkliga skillnaderna. Skillnaderna mellan de tre största språken är så liten att folk kan förstå varandra lika bra som de förstår någon annan talare av samma språk. När Bosnien och Hercegovina ingick i Jugoslavien gick de tre språken under den gemensamma benämningen serbokroatiska.

Vapensköld med fleur-de-lis är bosniakernas nationalsymbol som användes under medeltiden och under perioden 1992–1998 och pryddes av sex gyllene liljor.

Bosniska och kroatiska använder det latinska alfabetet medan det serbiska använder det kyrilliska.

### Religion

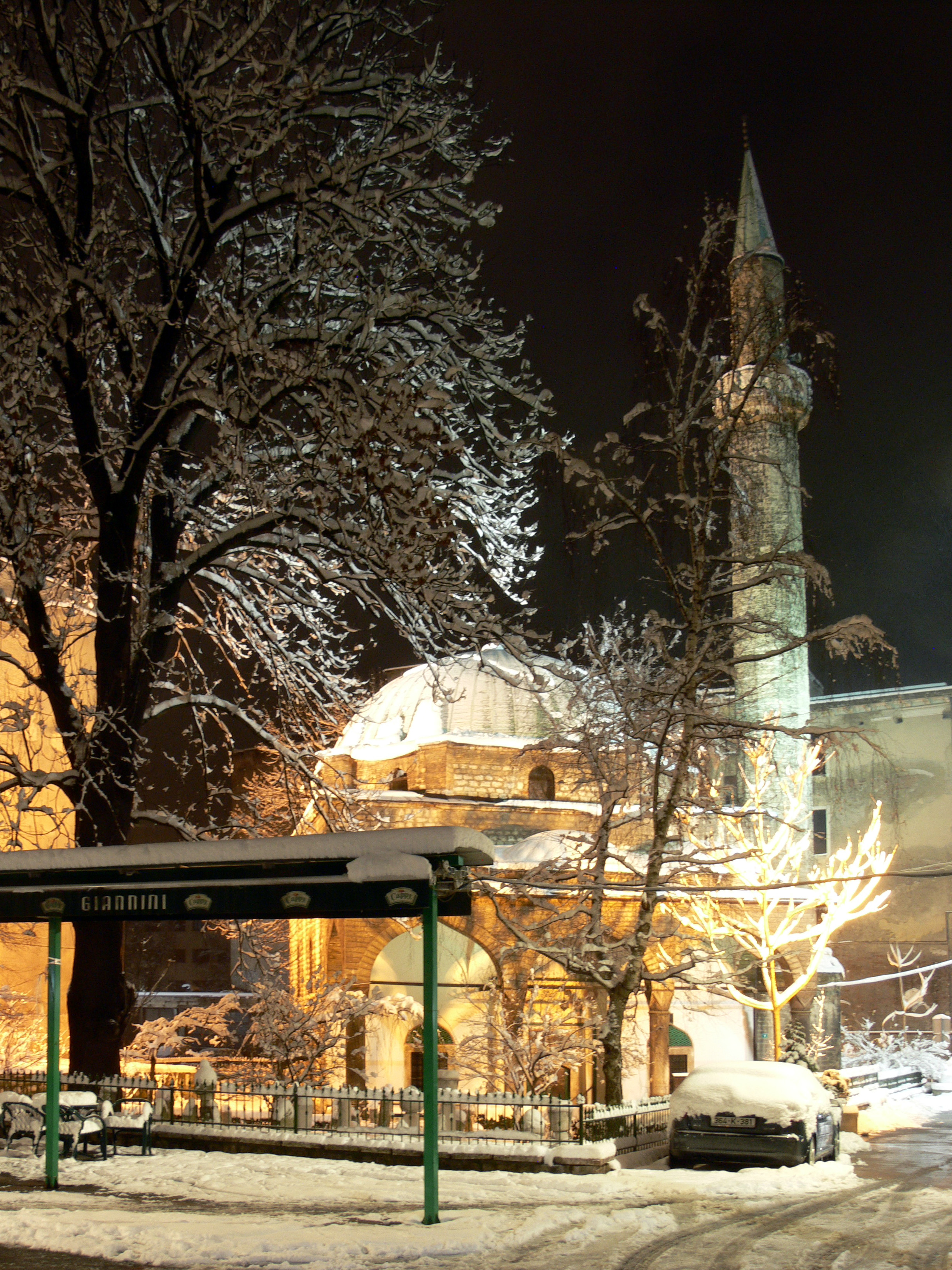
Ferhad-Begova-moskén i Sarajevo.

Enligt Bosnien och Hercegovinas konstitution råder det religionsfrihet i Bosnien och Hercegovina. I konstitutionerna till de två entiteterna Bosnien och Hercegovina och Serbiska republiken fastslås det att det även råder religionsfrihet inom dessa. Den religiösa tillhörigheten fördelas mellan 40 % muslimer, 31 % ortodoxa, 15 % katoliker och 14 % övriga.

## Kultur

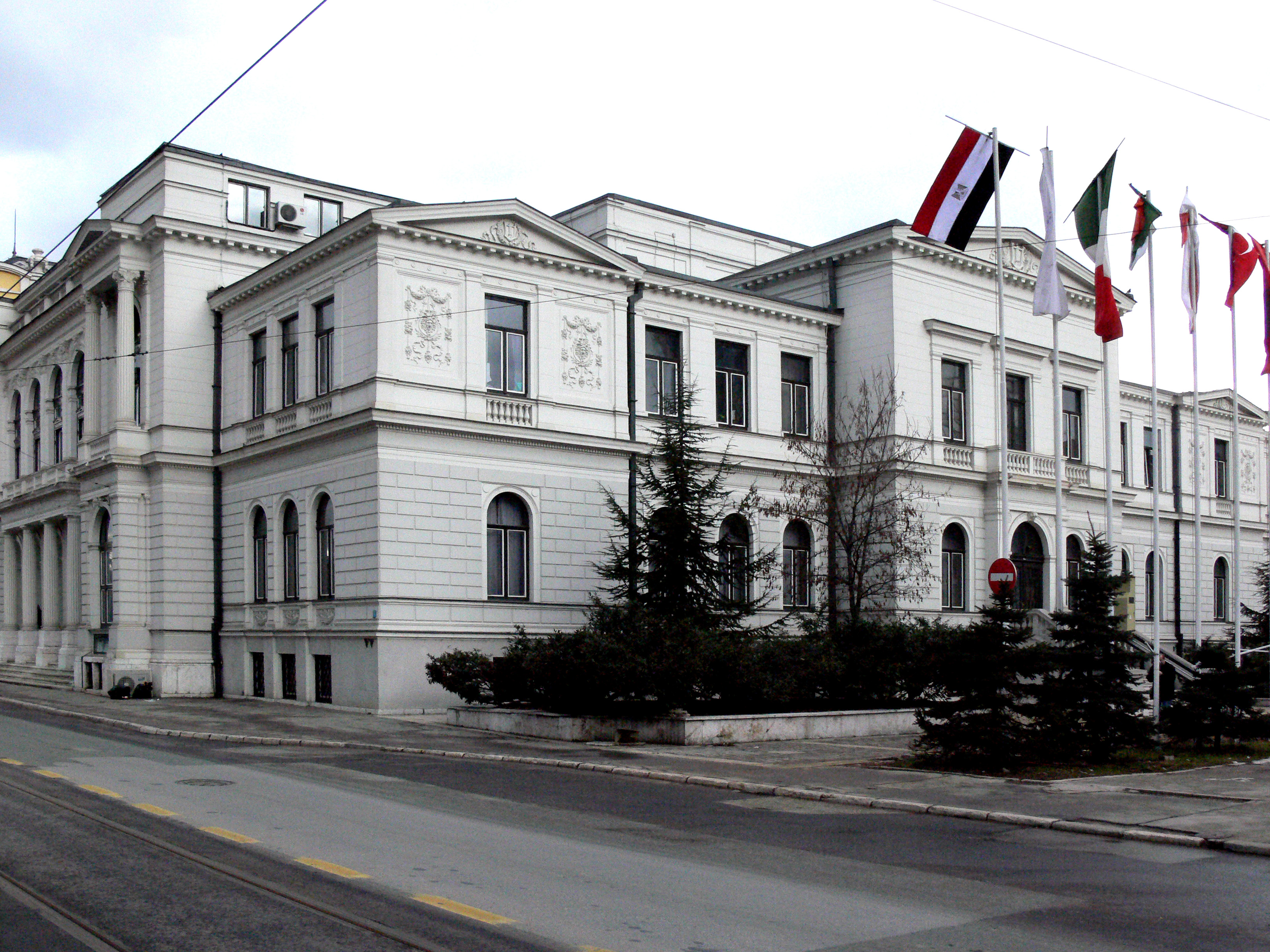
Nationalteatern i Sarajevo.

Bosnien och Hercegovina var beläget mellan öst och väst under en stor del av sin historia och har därför en kultur som är en blandning mellan de båda. De flesta städers siluetter kännetecknas av katolska kyrkor från väst som möter moskéer och ortodoxa kyrkor från öst.

### Konstarter

#### Musik
Sevdah är en musikgenre som härstammar från Bosnien och Hercegovina och som fortlever och utvecklas fortfarande idag. En av de mest kända sevdahsångerskorna är Hanka Paldum. Bandet Mostar Sevdah Reunion är internationellt känt i musikkretsar. Många kända musikband från dåvarande Jugoslavien har sitt ursprung i Bosnien och Hercegovina. Några av dessa är Zabranjeno Pusenje och Bijelo Dugme, som på den tiden då det begav sig var multi-etniska rockband, och som fortfarande idag är väldigt populära i alla länder som ingick i Jugoslavien. De senaste 15 åren har sett en ökad popularitet av turbofolk, vilket är en kombination av traditionell folkmusik och dagens popmusik. Bland populära turbofolkmusiker kan nämnas Mile Kitić, Jovan Perišić, Al' Dino och Lepa Brena. Andra folkkära musiker är Haris Džinović, Dino Merlin och Kemal Monteno. Många populära internationella artister kommer ursprungligen från Bosnien, såsom Mladen Solomun och dZihan & Kamien.

#### Film
Kända bosniska filmer inkluderar Ingenmansland av Danis Tanović som vann en Oscar 2002 och Go West om ett serbisk-bošniakiskt homosexuellt par som försöker klara sig igenom 90-talets krig. Filmen Gori Vatra är en mörk komedi om tiden efter krigen, med korruption och misslyckad etnisk integration. I filmen försöker man i staden Tešanj gömma undan alla problem inför ett besök av den amerikanske presidenten Bill Clinton.
Sarajevos filmfestival har ägt rum sedan 1995. Filmfestivalen har år 2010 och 2011 gästats av Brad Pitt och Angelina Jolie. 

### Traditioner

#### Helgdagar och högtider
| - Bosnien och Hercegovinas självständighetsdag Denna lista hämtas från Wikidata. Informationen kan ändras där. |

Den 1 mars uppmärksammas Bosnien och Hercegovinas självständighetsdag, en nationell högtid som markerar folkomröstningen i mars 1992. Denna omröstning resulterade i att Bosnien och Hercegovina blev självständigt från Jugoslavien.

#### Matkultur

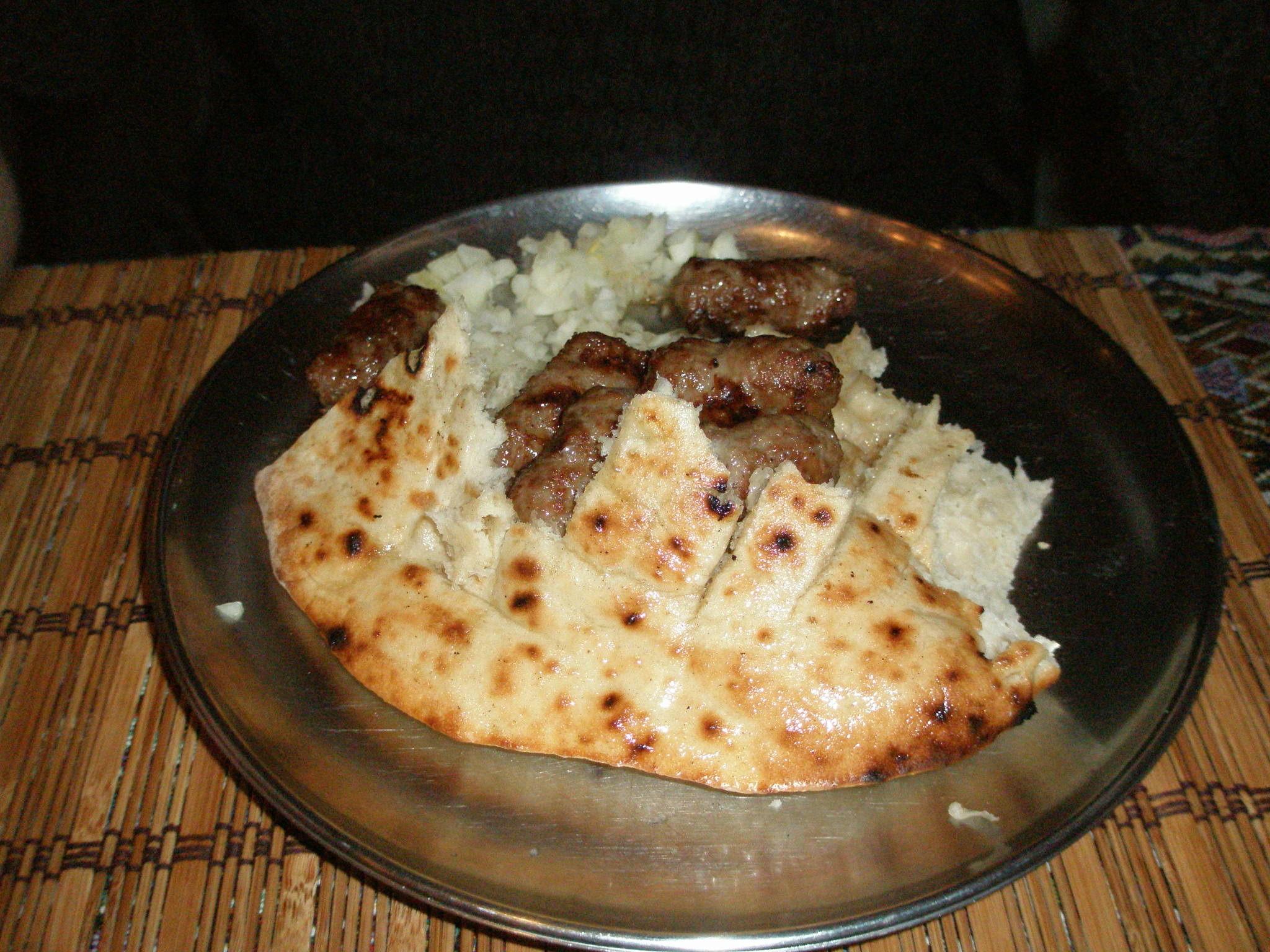
Ćevapčići med lök och pitabröd.

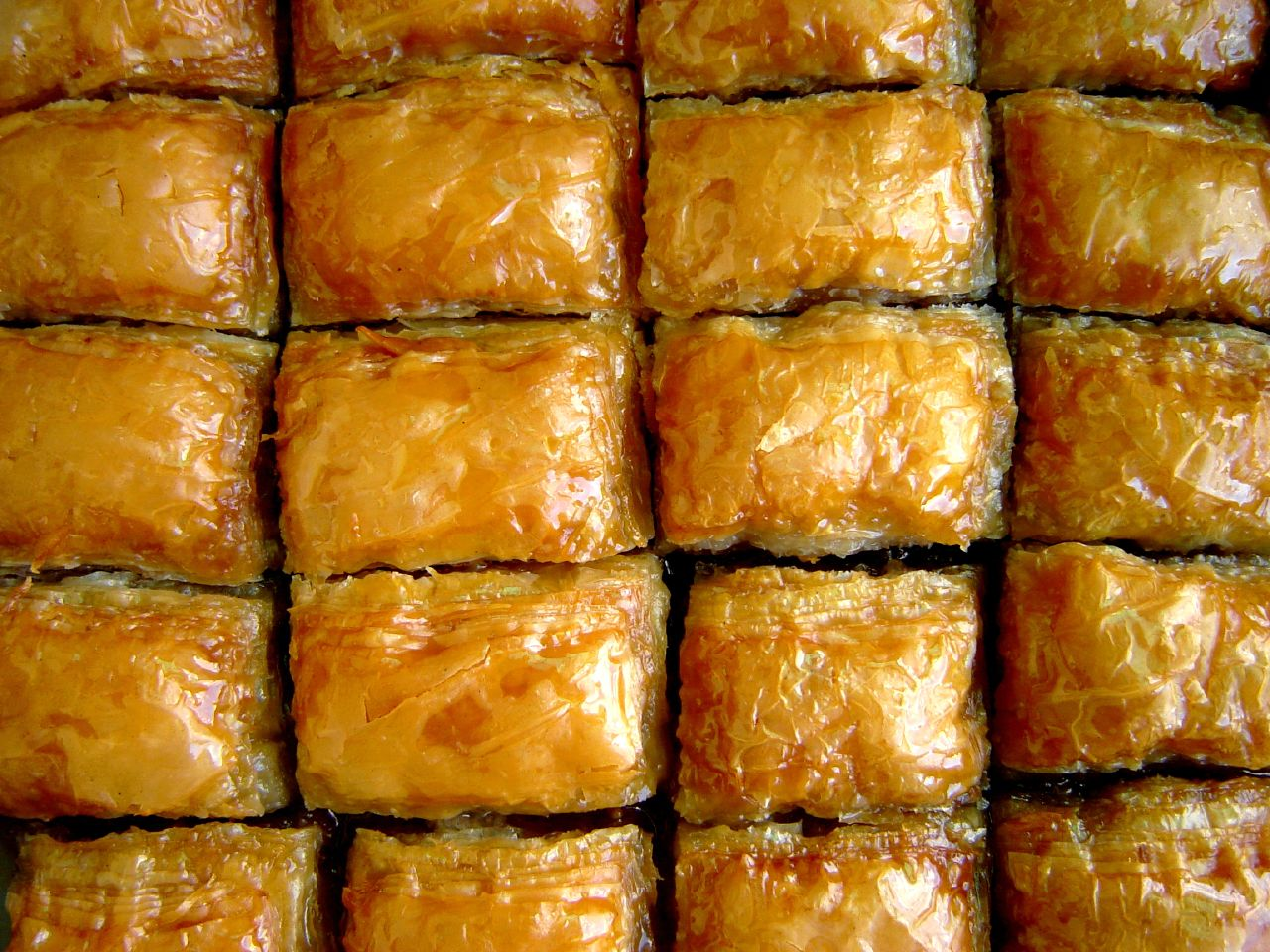
Baklava.

Det Bosnien-hercegovinska köket har influerats av traditioner från både väst och öst. Bosnisk mat är nära besläktad med turkisk och grekisk mat, och med rätter från andra Medelhavskök. Det finns även många influenser från Centraleuropa. Typiska ingredienser i den bosniska matlagningen är tomater, potatis, lök, vitlök, paprika, gurka, morötter, vitkål, svamp, spenat, zucchini, bönor, plommon, mjölk och pavlaka, en tjock syrad grädde. Vanliga kötträtter inkluderar bland annat nötkött och lamm. I de flesta fall är det bara den kristna delen av befolkningen som äter fläskkött. Några lokala specialiteter är ćevapčići, burek, dolma, sarma, pilaff, gulasch och ajvar. De bästa lokala vinerna kommer från Hercegovina där det finns många vindruveodlingar. Plommon- och äppelrakija produceras i Bosnien.

### Idrott
Bosnien och Hercegovina spelade i Världsmästerskapet i fotboll 2014.

## Internationella rankningar
| Organisation                                | Undersökning                   | Rankning  |
| ------------------------------------------- | ------------------------------ | --------- |
| Heritage Foundation/The Wall Street Journal | Index of Economic Freedom 2019 | 83 av 180 |
| Reportrar utan gränser                      | Pressfrihetsindex 2019         | 63 av 180 |
| Transparency International                  | Korruptionsindex 2018          | 89 av 180 |
| FN:s utvecklingsprogram                     | Human Development Index 2018   | 75 av 189 |